# Datian (socken i Kina, Zhejiang)
Datian (kinesiska: 大田, 大田乡) är en socken i Kina. Den ligger i provinsen Zhejiang, i den östra delen av landet, omkring 170 kilometer söder om provinshuvudstaden Hangzhou. Antalet invånare är 6736. Befolkningen består av 3 300 kvinnor och 3 436 män. Barn under 15 år utgör 11,0 %, vuxna 15-64 år 71 %, och äldre över 65 år 17,0 %.
Genomsnittlig årsnederbörd är 2 256 millimeter. Den regnigaste månaden är juni, med i genomsnitt 468 mm nederbörd, och den torraste är oktober, med 60 mm nederbörd.